# The Blues Every Which Way
The Blues Every Which Way — студійний альбом американського блюзового піаніста Мемфіса Сліма і контрабасиста Віллі Діксона, випущений у 1960 році лейблом Verve.

## Опис
Піаніст Мемфіс Слім записав цей альбом на Verve у 1960 році (вийшов у серії Folk/Blues 3000) в Нью-Йорку дуетом з контрабасистом Віллі Діксоном. В основному складається із власних пісень і композицій, з яких Слім співає дві пісні, а Діксон — п'ять. 

## Список композицій
1. «Choo Choo» (Пітер Четмен) — 3:00
2. «4 O'Clock Boogie» (Пітер Четмен) — 3:00
3. «Rub My Root» (Віллі Діксон) — 4:12
4. «C Rocker» (Пітер Четмен) — 3:18
5. «Home To Mamma» (Віллі Діксон) — 5:05
6. «Shaky» (Віллі Діксон) — 3:38
7. «After Hours» (Евері Перріш) — 3:47
8. «One More Time» (Віллі Діксон) — 2:47
9. «John Henry» (Мемфіс Слім) — 2:37
10. «Now Howdy» (Віллі Діксон) — 5:52

## Учасники запису
- Мемфіс Слім — фортепіано, вокал (1, 9)
- Віллі Діксон — контрабас, вокал (3, 5, 6, 8, 10)

Технічний персонал
- Нет Гентофф — текст
- Джо Карделліо — дизайн (обкладинка)
- Мерл Шор — артдиректор